# Persecución religiosa
La persecución religiosa es la opresión sistemática de un individuo o un grupo de individuos como respuesta a sus creencias o afiliaciones religiosas, o a la falta de ellas. La tendencia de las sociedades o grupos dentro de estas a alienar o reprimir subculturas diferentes es un tema recurrente en la historia de la humanidad. Además, dado que la religión de una persona frecuentemente determina su sentido de la moral, visión del mundo, imagen de sí mismo, actitudes hacia los demás y su identidad personal en general, las diferencias religiosas pueden ser factores culturales, personales y sociales significativos.
La persecución religiosa puede desencadenarse por posturas religiosas o antirreligiosas (cuando los miembros de un grupo dominante desprecian religiones distintas de la suya o la religión en general, en el caso de que los irreligiosos sean el grupo dominante) o puede ser provocada por el estado cuando este considera a un grupo religioso particular como una amenaza para sus intereses o seguridad. A nivel social, la deshumanización de un grupo religioso específico puede llevar fácilmente a actos de violencia u otras formas de persecución. La persecución religiosa puede ser el resultado de la regulación tanto social como gubernamental. La regulación gubernamental se refiere a las leyes que el gobierno impone para regular una religión, mientras que la regulación social es la discriminación contra ciudadanos por adherirse a una o más religiones. En muchos países, la persecución religiosa ha generado tanta violencia que se considera un problema de derechos humanos.

## Definición
David T. Smith, en Religious Persecution and Political Order in the United States, define la persecución religiosa como «violencia o discriminación contra miembros de una minoría religiosa debido a su afiliación religiosa», refiriéndose a «acciones destinadas a privar a los individuos de sus derechos políticos y forzar a las minorías a asimilarse, abandonar el lugar o vivir como ciudadanos de segunda clase». En el ámbito de la política estatal, puede definirse como violaciones a la libertad de pensamiento, conciencia y creencias, difundidas de acuerdo con una política estatal sistemática y activa que fomenta acciones como el acoso, la intimidación y la imposición de castigos o amenazar el derecho a la vida, la integridad o la libertad de la minoría afectada.
La distinción entre persecución religiosa e intolerancia religiosa radica en que, en la mayoría de los casos, la intolerancia está motivada por el sentimiento de la población, que puede ser tolerado o alentado por el estado. La negación de los derechos civiles de las personas basada en su religión se describe con mayor frecuencia como discriminación religiosa en lugar de persecución religiosa.
Ejemplos de persecución incluyen la confiscación o destrucción de propiedades, el fomento del odio, arrestos, encarcelamientos, palizas, torturas, asesinatos y ejecuciones. La persecución religiosa puede considerarse el opuesto a la libertad de religión.
Bateman ha diferenciado distintos grados de persecución, señalando que: «Debe ser personalmente costosa… Debe ser injusta e inmerecida… y debe ser un resultado directo de la fe de la persona».

## Visión sociológica
Desde una perspectiva sociológica, la formación de identidad en grupos sociales fuertes, como los generados por el nacionalismo, la etnicidad o la religión, es un aspecto causal de las prácticas de persecución. Hans G. Kippenberg afirma que son estas comunidades, que pueden ser mayoritarias o minoritarias, las que generan violencia.: 8, 19, 24  Dado que el desarrollo de la identidad implica tanto «lo que somos» como «lo que no somos», existe la preocupación de que tolerar «lo que no somos» pueda contribuir a la erosión de la identidad.
Brian J. Grim y Roger Finke sostienen que la percepción de que la pluralidad es peligrosa conduce a la persecución religiosa.: 2  Tanto el estado como cualquier religión dominante comparten la preocupación de que, si se deja la religión sin control adecuado, surgirán religiones que resulten peligrosas tanto para el estado como para la ciudadanía. Esta preocupación proporciona tanto a la religión dominante como al estado motivo para restringir la actividad religiosa.: 2, 6  Grim y Finke señalan que es precisamente esta regulación religiosa la que conduce a la persecución religiosa.
R.I. Moore indica que la persecución durante la Edad Media «ofrece una ilustración destacada de la teoría clásica de la desviación, [basada en la formación de identidad], tal como fue expuesta por el padre de la sociología, Émile Durkheim».: 100  La persecución es también, a menudo, parte de un conflicto más amplio que involucra tanto a estados emergentes como a estados establecidos en el proceso de redefinir su identidad nacional.: xii, xiii 
James L. Gibson señala que, cuanto mayores sean las actitudes de lealtad y solidaridad hacia la identidad grupal y cuanto más se perciban los beneficios de pertenecer a dicho grupo, es más probable que esa identidad social se vuelva intolerante ante desafíos.: 93 : 64  La combinación de una identidad social fuerte con el estado aumenta esos beneficios, por lo que es más probable que la persecución proveniente de dicho grupo social también aumente.: 8 
La restricción legal por parte del estado depende de la cooperación social, por lo que el estado, a su vez, debe proteger al grupo social que lo respalda, incrementando la probabilidad de persecución desde el propio estado. Grim y Finke sostienen que sus estudios indican que, a mayor grado de libertad religiosa, menor es el grado de persecución religiosa violenta.: 3  "When religious freedoms are denied through the regulation of religious profession or practice, violent religious persecution and conflict increase.": 3  «Cuando se niegan las libertades religiosas mediante la regulación de la profesión o práctica religiosa, la persecución y los conflictos religiosos violentos aumentan».: 6 
Perez Zagorin escribe:
«Según algunos filósofos, la tolerancia es una virtud moral; si este es el caso, se seguiría que la intolerancia es un vicio. Pero la virtud y el vicio son cualidades exclusivamente de los individuos, mientras que la intolerancia y la persecución [en la Edad Media cristiana] fueron fenómenos sociales y colectivos sancionados por la sociedad y apenas cuestionados por nadie. Por lo tanto, la intolerancia y la persecución religiosa no eran vistas como vicios, sino como algo necesario y saludable para la preservación de la verdad religiosa y la ortodoxia, así como de todo lo que dependía de ellas».
Esta visión de la persecución no se limita a la Edad Media. Como afirman Christian R. Raschle y Jitse H. F. Dijkstra: «la violencia religiosa es un fenómeno complejo que existe en todos los lugares y épocas».: 4, 6 
En las antiguas sociedades de Egipto, Grecia y Roma, la tortura era un aspecto aceptado del sistema legal.: 22  Gillian Clark señala que, en el siglo IV, la violencia era vista como algo normal tanto en la guerra como en los castigos; la tortura realizada por el carnifex, el torturador profesional del sistema legal romano, era una parte aceptada de dicho sistema.: 137 
Exceptuando algunas raras excepciones, como el Imperio Persa bajo Ciro el Grande y Darío I, Denis Lacorne indica que los ejemplos de tolerancia religiosa en las sociedades antiguas, «desde la antigua Grecia hasta el Imperio romano, la España medieval, el Imperio otomano y la República de Venecia», no representan casos de tolerancia en el sentido moderno del término.
La visión sociológica considera que la intolerancia y la persecución religiosa son, en gran medida, procesos sociales determinados más por el contexto en el que existe la comunidad social que por cualquier otro factor.: 94 : 19, 24  Cuando los gobiernos garantizan la libertad igualitaria para todos, la persecución disminuye.: 8 

## Estadísticas
Las estadísticas del Pew Research Center muestran que el cristianismo y el islam son perseguidos en más países del mundo que otras religiones, y que los judíos y los musulmanes son «los más propensos a vivir en países donde sus grupos experimentan acoso». En 2018, los cristianos se enfrentaban al acoso en 145 países, los musulmanes en 139 países y los judíos en 88 países.
En cuanto a la proporción de población mundial, los cristianos representaban en ese momento el 31%, los musulmanes el 24% y los judíos el 0,2%. Según un informe de 2019, las restricciones gubernamentales y las hostilidades sociales hacia la religión habían aumentado en 187 países.

## Formas

### Limpieza religiosa
El término limpieza religiosa a veces se utiliza para referirse a la eliminación de una población de un territorio específico debido a su religión. Más recientemente, el término se ha usado para describir la eliminación de todas las estructuras religiosas o de todos los individuos que profesan una religión particular y viven dentro de una comunidad más amplia compuesta por personas de la misma etnia.
A lo largo de la antigüedad, la limpieza poblacional estuvo motivada en gran medida por factores económicos y políticos, aunque ocasionalmente los factores étnicos también desempeñaron un papel. Durante la Edad Media, la limpieza poblacional adoptó un carácter predominantemente religioso. La motivación religiosa para la limpieza poblacional perdió gran parte de su relevancia al comienzo de la era moderna, pero hasta el siglo XVIII, la enemistad étnica en Europa continuó expresándose en términos religiosos. Richard Dawkins ha argumentado que las referencias a la limpieza étnica en la antigua Yugoslavia e Irak son eufemismos para lo que, de manera más precisa, debería llamarse limpieza religiosa. Según Adrian Koopman, el uso generalizado del término limpieza étnica en tales casos sugiere que, en muchas situaciones, existe confusión entre etnicidad y religión.

### Etnicidad
Durante el régimen nazi, los judíos fueron obligados a usar estrellas amarillas que los identificaban como tales. Los judíos son un grupo etnorreligioso y la persecución nazi hacia ellos se basaba en su raza.
Otros actos de violencia, que no siempre se cometen contra adeptos de religiones particulares, como la guerra, la tortura y la limpieza étnica, pueden adquirir características de persecución religiosa cuando una o más de las partes involucradas se caracterizan por su homogeneidad religiosa. Un ejemplo de esto ocurre cuando las poblaciones en conflicto, que pertenecen a diferentes grupos étnicos, también profesan religiones o denominaciones distintas. La diferencia entre la identidad religiosa y la identidad étnica puede ser, a veces, difícil de distinguir; sin embargo, los casos de genocidio en el siglo XX no pueden explicarse completamente solo por citar diferencias religiosas. Aun así, casos de genocidio como el genocidio griego, el genocidio armenio y el genocidio asirio son a veces vistos como casos de persecución religiosa, y como resultado, las líneas entre la violencia étnica y la violencia religiosa son a menudo difusas.
Desde el período moderno temprano, un número creciente de limpiezas religiosas se entrelazaron con elementos étnicos. Dado que la religión es un marcador importante o central de la identidad étnica, algunos conflictos pueden describirse mejor como "conflictos etnorreligiosos".
El antisemitismo nazi proporciona otro ejemplo de la compleja división entre la persecución étnica y la persecución religiosa, ya que la propaganda nazi tendía a construir su imagen de los judíos retratándolos como miembros de una raza inferior. La propaganda deshumanizaba y demonizaba a los judíos clasificándolos como una raza en lugar de como una religión. De acuerdo con lo que les enseñaban en la propaganda nazi, los perpetradores del Holocausto no hacían distinción entre judíos seculares, judíos ateos, judíos ortodoxos y judíos que se habían convertido al cristianismo.

## Persecución por herejía y blasfemia
La persecución de creencias consideradas cismáticas es una cosa; la persecución de creencias consideradas heréticas o blasfemas es otra. Aunque un desacuerdo público sobre asuntos secundarios podría ser lo suficientemente serio, con frecuencia solo ha llevado a la discriminación religiosa. Por otro lado, la renuncia pública a los elementos centrales de una doctrina religiosa, en las mismas circunstancias, habría puesto a una persona en un peligro mucho mayor. Mientras que los disidentes de la Iglesia oficial solo enfrentaban multas y prisión en la Inglaterra protestante, seis personas fueron ejecutadas por herejía o blasfemia durante el reinado de Isabel I de Inglaterra, y otras dos personas fueron ejecutadas en 1612 durante el reinado de Jacobo I de Inglaterra.
De manera similar, sectas heréticas como los cátaros, valdenses y lolardos fueron brutalmente reprimidas en Europa occidental, pero en las zonas fronterizas de Europa oriental, al mismo tiempo, cristianos católicos y cristianos ortodoxos "cismáticos" convivían tras el Cisma de Oriente y Occidente.

## Persecución por motivos políticos
Más de 300 católicos romanos fueron ejecutados por traición por los gobiernos ingleses entre 1535 y 1681; por lo tanto, fueron oficialmente condenados por delitos seculares y no religiosos. En 1570, el papa Pío V emitió la bula papal Regnans in Excelsis, que absolvió a los católicos de sus obligaciones hacia el gobierno. Esto empeoró drásticamente la persecución de los católicos en Inglaterra. El Parlamento de Inglaterra declaró en 1584 en la ley titulada "Una ley contra jesuitas, sacerdotes de seminario y otras personas desobedientes similares" que el propósito de todos los misioneros católicos que habían llegado a Gran Bretaña era:
"incitar y provocar sedición, rebelión y hostilidad abierta".

En consecuencia, incluso sacerdotes estrictamente apolíticos como San John Ogilvie, Dermot O'Hurley y Robert Southwell fueron sometidos a tortura y ejecución, al igual que miembros del laicado, como los santos Margaret Clitherow y Richard Gwyn.
Esto contrasta drásticamente con la imagen de la era isabelina como una edad dorada, pero en comparación con las persecuciones marianas anteriores hay una diferencia importante a considerar. La reina María estaba motivada por su determinación de exterminar el protestantismo de todos sus reinos y restaurar la independencia de la Iglesia inglesa del control estatal. Durante su breve reinado, de 1553 a 1558, unos 290 protestantes[35] fueron quemados en la hoguera. Por su parte, se dice que su hermana, la reina Isabel I, "actuó por temor a la seguridad de su reino",[36] y buscó coaccionar tanto a católicos como a protestantes para que aceptaran una iglesia nacional completamente subordinada al estado.
En los siglos siguientes, los gobiernos ingleses continuaron temiendo y procesando tanto conspiraciones reales como imaginarias, como el Complot papista, un supuesto plan para asesinar al rey Carlos II y masacrar a los protestantes en las islas británicas. En realidad, el complot era una invención ficticia de Titus Oates y del político whig Lord Shaftesbury. Sin embargo, antes de que se descubriera la falsedad de sus acusaciones, al menos 22 clérigos y laicos inocentes, incluido el arzobispo Oliver Plunkett, fueron condenados injustamente por alta traición y ejecutados en Tyburn.

## Por ubicación
El uso descriptivo del término persecución religiosa es bastante complejo. La persecución religiosa ha ocurrido en diferentes contextos históricos, geográficos y sociales desde la antigüedad. Hasta el siglo XVIII, algunos grupos fueron perseguidos casi universalmente por sus creencias religiosas, como los ateos, los judíos y los zoroastrianos.

### Imperio Romano
El cristianismo primitivo también entró en conflicto con el Imperio Romano y pudo haber sido una amenaza mayor para el orden politeísta establecido de lo que había sido el judaísmo, debido a la importancia del proselitismo en el cristianismo. Bajo el gobierno de Nerón, se revocó la exención judía de la obligación de participar en los cultos públicos, y Roma comenzó a perseguir activamente a los monoteístas. Esta persecución terminó en el año 313 d. C. con el Edicto de Milán, y el cristianismo fue declarado religión oficial del imperio en el año 380 d. C.
Para el siglo VIII, el cristianismo había alcanzado una clara supremacía en Europa y las regiones vecinas, iniciándose un período de consolidación caracterizado por la persecución de herejes, paganos, judíos, musulmanes y diversos otros grupos religiosos.

### Europa
En contraste con la noción de tolerancia civil en la Europa de la Edad Moderna, los súbditos estaban obligados a asistir a la iglesia del estado. Esta actitud puede describirse como territorialidad o uniformidad religiosa, y su supuesto subyacente se expresa claramente en una afirmación del teólogo anglicano Richard Hooker:
»No hay ningún hombre de la Iglesia de Inglaterra que no sea también miembro de la [inglesa] comunidad política; ni hay hombre que sea miembro de la comunidad política que no sea también de la Iglesia de Inglaterra.»
Antes de que en Inglaterra se diera un intenso debate sobre la persecución religiosa (a partir de la década de 1640), la religión había estado vinculada al territorio durante siglos en Europa. En Inglaterra, se promulgaron varias Actas de Uniformidad; en la Europa continental, la frase latina «cuius regio, eius religio» fue acuñada en el siglo XVI y aplicada como fundamento para la Paz de Augsburgo (1555).
Este principio fue llevado al extremo por los regímenes absolutistas, en particular por los reyes franceses Luis XIV y sus sucesores. Bajo su gobierno, el catolicismo se convirtió en la única religión obligatoria permitida en Francia, lo que llevó a la emigración masiva de los hugonotes. La persecución implicaba que el Estado estaba comprometido a garantizar la uniformidad religiosa mediante medidas coercitivas, algo que queda claramente expresado en una declaración de  Roger L'Estrange:
«Aquello que ustedes llaman persecución, yo lo traduzco como Uniformidad».
Sin embargo, en el siglo XVII, escritores como Pierre Bayle, John Locke, Richard Overton y Roger Williams rompieron el vínculo entre territorio y fe, lo que finalmente resultó en un cambio de la territorialidad al voluntarismo religioso.
Fue Locke quien, en su Carta sobre la tolerancia, definió el Estado en términos puramente seculares:
«La comunidad política me parece una sociedad de hombres constituida únicamente para procurar, preservar y promover sus propios intereses civiles.»
Respecto a la iglesia, continuó:
«Una iglesia, entonces, la considero como una sociedad voluntaria de hombres que se unen entre sí por su propia voluntad.»
Con este tratado, John Locke sentó una de las bases intelectuales más importantes para la separación entre la Iglesia y el Estado, lo que finalmente llevó al establecimiento del Estado secular.

### Inglaterra en la Edad Moderna
Uno de los períodos de persecución religiosa que ha sido estudiado con mayor profundidad es la Inglaterra de la Edad Moderna, ya que el rechazo a la persecución religiosa, ahora común en el mundo occidental, se originó allí. El llamado Call for Toleration marcó un punto de inflexión en el debate cristiano sobre persecución y tolerancia. Para los historiadores, la Inglaterra de la Edad Moderna destaca como un lugar y una época en la que literalmente «se publicaron cientos de libros y tratados, ya sea a favor o en contra de la tolerancia religiosa».
La crónica más ambiciosa de ese período es la obra magna de W.K. Jordan, The Development of Religious Toleration in England, 1558–1660 (cuatro volúmenes, publicados entre 1932 y 1940). Jordan escribió su estudio en un contexto en el que el fascismo emergía como una amenaza en Europa, por lo que esta obra se considera una defensa de los frágiles valores del humanismo y la tolerancia.
Otras introducciones más recientes a este período incluyen Persecution and Toleration in Protestant England, 1558–1689 (2000) de John Coffey y Charitable Hatred: Tolerance and Intolerance in England, 1500–1700 (2006) de Alexandra Walsham. Para comprender por qué ha ocurrido la persecución religiosa, historiadores como Coffey «prestan especial atención a lo que los perseguidores decían que estaban haciendo».

#### Disenso eclesiástico y tolerancia civil
Ninguna religión está exenta de disenso interno, aunque el grado de disidencia tolerado dentro de una organización religiosa puede variar considerablemente. Este nivel de diversidad aceptada dentro de una iglesia en particular se describe como tolerancia eclesiástica, y es una forma de tolerancia religiosa. Sin embargo, cuando hoy en día se habla de tolerancia religiosa, la mayoría de las veces se hace referencia a la tolerancia civil, que se refiere al grado de diversidad religiosa que es permitido dentro de un Estado.
En ausencia de tolerancia civil, alguien que no esté de acuerdo con su congregación no tiene la opción de abandonarla y elegir otra fe, simplemente porque en el país solo hay una religión reconocida (al menos oficialmente). En el derecho civil moderno de Occidente, cualquier ciudadano puede unirse o abandonar una organización religiosa a voluntad. En las sociedades occidentales, esto se da por sentado, pero en realidad, la separación legal entre Iglesia y Estado solo comenzó a surgir hace unos pocos siglos.
En el debate cristiano sobre la persecución y la tolerancia, la noción de tolerancia civil permitió a los teólogos cristianos reconciliar el mandamiento de Jesús de amar a los enemigos con otras partes del Nuevo Testamento que son bastante estrictas respecto al disenso dentro de la Iglesia. Antes de esto, teólogos como Joseph Hall habían razonado que la intolerancia eclesiástica de la Iglesia cristiana primitiva en el Nuevo Testamento debía extenderse a la intolerancia civil dentro del Estado cristiano.

### Rusia
El obispo de Vladímir, Feodor, convirtió a algunas personas en esclavos, mientras que a otras las encerró en prisión, les cortó la cabeza, les quemó los ojos, les cortó la lengua o las crucificó en las paredes. Algunos herejes fueron ejecutados quemándolos vivos. Según una inscripción del kan Mengual-Temir, Kiril recibió el derecho de castigar severamente con la pena de muerte por blasfemia contra la Iglesia Ortodoxa o por la violación de privilegios eclesiásticos. Kiril recomendó emplear todos los medios de destrucción contra los herejes, pero sin derramamiento de sangre, en nombre de la «salvación de las almas». Algunos herejes fueron ahogados.
Gennady Gonzov (obispo de Nóvgorod), pidió al zar Iván III la ejecución de los herejes. Gennady admiraba a los inquisidores españoles, especialmente a su contemporáneo Torquemada, quien, durante 15 años de actividad inquisitorial, ordenó la quema y castigo de miles de personas. Al igual que en Roma, los perseguidos huyeron a zonas despobladas. El castigo más temido era la fosa subterránea infestada de ratas. Algunas personas eran encarceladas y atadas a la pared en estas fosas, siendo liberadas solo después de su muerte.
Los Viejos Creyentes fueron perseguidos y ejecutados; incluso aquellos que renegaban por completo de sus creencias y se bautizaban en la iglesia estatal eran linchados sin piedad. El escritor Lomonósov se opuso a las doctrinas religiosas y, por iniciativa suya, se publicó un libro científico en su contra. Sin embargo, el libro fue destruido, el sínodo ruso insistió en que las obras de Lomonósov fueran quemadas y pidió su castigo.
...estaban decapitando, ahorcando—algunos por el cuello, otros por los pies—y muchos fueron apuñalados con estacas afiladas y empalados en ganchos. Esto también incluía ser atados por la coleta, ahogados y congelados vivos en lagos. Los vencedores no perdonaron ni a los enfermos ni a los ancianos, sacándolos del monasterio y arrojándolos sin piedad a los helados ‘tornillos de hielo’. Las palabras retroceden, la pluma no se mueve, en la oscuridad eterna se hunde el antiguo monasterio de Solovetsky. De más de 500 personas, solo unas pocas lograron evitar el terrible juicio.